# Atticora fasciata
La Atticora fasciata (Gmelin, 1789) è un uccello passeriforme della famiglia Hirundinidae.